# Eishockey-Europameisterschaft der U18-Junioren 1986
Die 19. Eishockey-Europameisterschaft der U18-Junioren fand vom 2. bis 9. April 1986 in Düsseldorf, Krefeld und Ratingen in Deutschland statt. Die Spiele der B-Gruppe wurden vom 16. bis 22. März 1986 in Aosta in Italien ausgetragen. Austragungsort der C-Gruppe war vom 27. Dezember 1985 bis 3. Januar 1986 Barcelona in Spanien.

## A-Gruppe

### Vorrunde
Gruppe 1
| Spiele      | FIN  | SWE  | NOR  | ROM  | Tore  | Pkt. |
| ----------- | ---- | ---- | ---- | ---- | ----- | ---- |
| 1. Finnland |      | 6:0  | 13:4 | 18:1 | 37:05 | 6:0  |
| 2. Schweden | 0:6  |      | 3:3  | 23:1 | 28:10 | 3:3  |
| 3. Norwegen | 4:13 | 3:3  |      | 8:5  | 15:21 | 3:3  |
| 4. Rumänien | 1:18 | 1:23 | 5:8  |      | 07:49 | 0:6  |

Gruppe 2
| Spiele              | TCH | URS  | BRD  | SUI | Tore  | Pkt. |
| ------------------- | --- | ---- | ---- | --- | ----- | ---- |
| 1. Tschechoslowakei |     | 3:3  | 9:0  | 9:3 | 21:06 | 5:1  |
| 2. UdSSR            | 3:3 |      | 10:1 | 5:2 | 18:06 | 5:1  |
| 3. BR Deutschland   | 0:9 | 1:10 |      | 9:2 | 10:21 | 2:4  |
| 4. Schweiz          | 3:9 | 2:5  | 2:9  |     | 07:23 | 0:6  |

### Endrunde
Für die beiden Gruppen der Endrunde wurden die untereinander erzielten Ergebnisse aus der Vorrunde übernommen. Diese Resultate sind hier in Klammern dargestellt.
Meisterrunde
| Spiele              | FIN   | SWE   | TCH   | URS   | Tore  | Pkt. |
| ------------------- | ----- | ----- | ----- | ----- | ----- | ---- |
| 1. Finnland         |       | (6:0) | 4:4   | 10:5  | 20:09 | 5:1  |
| 2. Schweden         | (0:6) |       | 4:3   | 4:4   | 08:13 | 3:3  |
| 3. Tschechoslowakei | 4:4   | 3:4   |       | (3:3) | 10:11 | 2:4  |
| 4. UdSSR            | 5:10  | 4:4   | (3:3) |       | 12:17 | 2:4  |

Platzierungsrunde
| Spiele            | BRD   | SUI   | NOR   | ROM   | Tore  | Pkt. |
| ----------------- | ----- | ----- | ----- | ----- | ----- | ---- |
| 1. BR Deutschland |       | (9:2) | 3:2   | 6:3   | 18:07 | 6:0  |
| 2. Schweiz        | (2:9) |       | 4:2   | 7:2   | 13:13 | 4:2  |
| 3. Norwegen       | 2:3   | 2:4   |       | (8:5) | 12:12 | 2:4  |
| 4. Rumänien       | 3:6   | 2:7   | (5:8) |       | 10:21 | 0:6  |

### Europameistermannschaft: Finnland
| U18-Europameister Finnland | Mika Rautio, Ari Hilli – Teppo Numminen, Petri Pulkkinen, Kari Harila, Jukka Marttila, Markku Jokinen, Robert Salo – Janne Virtanen, Arto Kulmala, Jukka Seilo, Janne Ojanen, Vesa Savolainen, Pekka Tirkkonen, Sami Leinonen, Juha Jokiharju, Esa Palosaari, Jarno Suokko, Tero Toivola, Jukka-Pekka Seppo |

### Auszeichnungen
| Auszeichnung       | Spieler           | Team             |
| ------------------ | ----------------- | ---------------- |
| Top-Scorer         | Tero Toivola      | Finnland         |
| Bester Torhüter    | Radek Tóth        | Tschechoslowakei |
| Bester Verteidiger | Kari Harila       | Finnland         |
| Bester Stürmer     | Morgan Samuelsson | Schweden         |

## B-Gruppe

### Vorrunde
Gruppe 1
| Spiele         | DEN | FRA  | NED | ITA  | Tore  | Pkt. |
| -------------- | --- | ---- | --- | ---- | ----- | ---- |
| 1. Dänemark    |     | 6:2  | 6:2 | 5:3  | 17:07 | 6:0  |
| 2. Frankreich  | 2:6 |      | 0:4 | 10:0 | 12:10 | 2:4  |
| 3. Niederlande | 2:6 | 4:0  |     | 3:6  | 09:12 | 2:4  |
| 4. Italien     | 3:5 | 0:10 | 6:3 |      | 09:18 | 2:4  |

Gruppe 2
| Spiele         | POL | BUL | YUG | AUT | Tore  | Pkt. |
| -------------- | --- | --- | --- | --- | ----- | ---- |
| 1. Polen       |     | 8:2 | 9:1 | 8:1 | 25:04 | 6:0  |
| 2. Bulgarien   | 2:8 |     | 9:5 | 4:2 | 15:15 | 4:2  |
| 3. Jugoslawien | 1:9 | 5:9 |     | 8:3 | 14:21 | 2:4  |
| 4. Österreich  | 1:8 | 2:4 | 3:8 |     | 06:20 | 0:6  |

### Endrunde
Für die beiden Gruppen der Endrunde wurden die untereinander erzielten Ergebnisse aus der Vorrunde übernommen. Diese Resultate sind hier in Klammern dargestellt.
Aufstiegsrunde
| Spiele        | POL   | DEN   | FRA   | BUL   | Tore  | Pkt. |
| ------------- | ----- | ----- | ----- | ----- | ----- | ---- |
| 1. Polen      |       | 15:3  | 12:2  | (8:2) | 35:07 | 6:0  |
| 2. Dänemark   | 3:15  |       | (6:2) | 7:5   | 16:22 | 4:2  |
| 3. Frankreich | 2:12  | (2:6) |       | 4:3   | 08:21 | 2:4  |
| 4. Bulgarien  | (2:8) | 5:7   | 3:4   |       | 10:19 | 0:6  |

Abstiegsrunde
| Spiele         | ITA   | YUG   | AUT   | NED   | Tore  | Pkt. |
| -------------- | ----- | ----- | ----- | ----- | ----- | ---- |
| 1. Italien     |       | 5:0   | 2:2   | (6:3) | 13:05 | 5:1  |
| 2. Jugoslawien | 0:5   |       | (8:3) | 8:5   | 16:13 | 4:2  |
| 3. Österreich  | 2:2   | (3:8) |       | 5:3   | 10:13 | 3:3  |
| 4. Niederlande | (3:6) | 5:8   | 3:5   |       | 11:19 | 0:6  |

## C-Gruppe
| Spiele            | GBR     | HUN     | ESP     | Tore  | Pkt. |
| ----------------- | ------- | ------- | ------- | ----- | ---- |
| 1. Großbritannien |         | 3:4 3:1 | 5:3 6:3 | 17:11 | 6:2  |
| 2. Ungarn         | 4:3 1:3 |         | 1:4 3:2 | 09:12 | 4:4  |
| 3. Spanien        | 3:5 3:6 | 4:1 2:3 |         | 12:15 | 2:6  |

### Auszeichnungen
| Auszeichnung       | Spieler         | Team           |
| ------------------ | --------------- | -------------- |
| Top-Scorer         | Anthony Johnson | Großbritannien |
| Bester Torhüter    | Asier Egaña     | Spanien        |
| Bester Verteidiger | Jim Johnston    | Großbritannien |
| Bester Stürmer     | Csaba Horváth   | Ungarn         |